# Seven Navica
Seven Navica (Skandi Navica) — глибоководне трубоукладальне судно, яке почало свою службу в самому кінці 1990-х років.

## Характеристики
Судно спорудили на норвезькій верфі Vard Brattvaag у Brattvaag (два десятки кілометрів на північний схід від Олесунна) під назвою Skandi Navica. Його замовником виступила компанія DOF, котра передала судно в довгострокову оренду відомому учаснику ринку офшорних робіт Subsea 7. В 2008-му остання скористалась своїм контрактним правом на викуп та перейменувала його в Seven Navica.

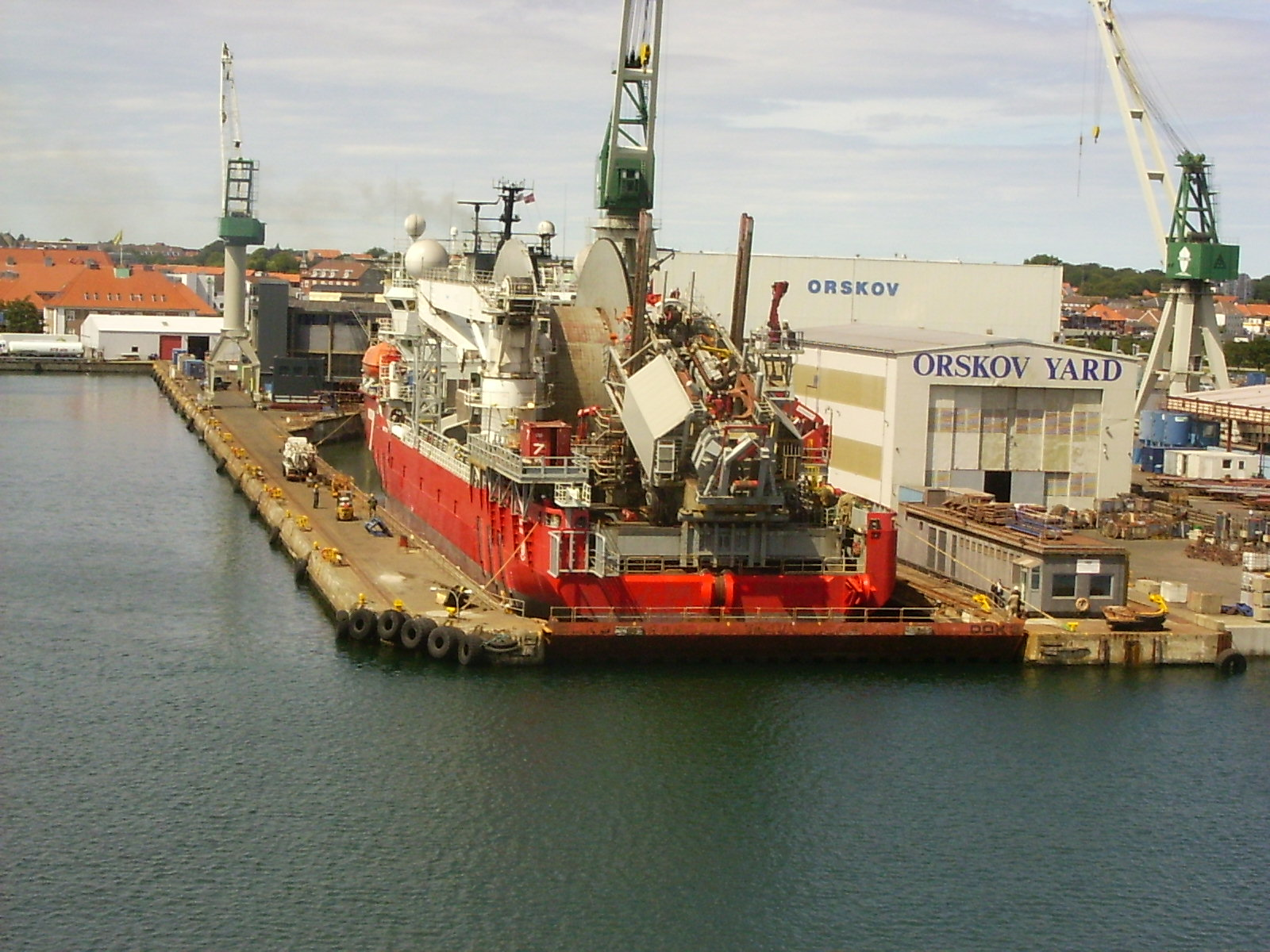
Seven Navica у доці данського Фредеріксгавну. На кормі видно максимально нахилену до палуби трубоукладальну рампу

Судно здатне провадити укладання труб діаметром від 50 до 400 мм на глибинах до 2000 метрів, при цьому вони повинні бути попередньо зварені та намотані на встановлену на палубі котушку ємністю до 2500 тонн. З неї трубна лінія подається на розташовану на кормі рампу, котра обладнана тяговим пристроєм вантажопідйомністю 205 тонн та може змінювати свій нахил в діапазоні від 20 до 90 градусів. При цьому можливо відзначити, що Skandi Navica мала доволі слабке кранове обладнання — максимальна вантажопідйомність лише 60 тонн, чим відрізнялась від більшості споруджених пізніше трубокладальних суден, котрі завдяки своїм кранам також можуть провадити глибоководні будівельні роботи.
Палуба має робочу площу 480 м2 та витримує навантаження до 10 т/м2. При цьому Seven Navica несе один дистанційно керований підводний апарат (ROV), здатний виконувати завдання на глибинах до 3000 метрів.
Пересування до місця виконання робіт здійснюється з операційною швидкістю 12 вузлів. Точність встановлення на позицію забезпечується системою динамічного позиціювання DP2, а силова установка складається з чотирьох двигунів — двох потужністю по 2,7 МВт та двох по 3,6 МВт.
На борту наявні каюти для 84 осіб, а доставка персоналу та вантажів може здійснюватись з використанням гелікоптерного майданчика судна, розрахованого на прийом машин типу Super Puma (вагою до 9,3 тонни).

## Завдання судна
В 2006—2007 роках біля узбережжя Бразилії Skandi Navica провадило роботи зі спорудження офшорної системи PDEG-B, яка включала понад півтори сотні кілометрів нафто- та газопроводів, прокладених на глибинах від 100 до 1400 метрів для видачі продукції родовищ Марлін, Ронкадор та Барракуда до автономної перекачувальної платформи PRA-1 (при цьому останній етап зі спорудження двох десятків кілометрів трубопроводу від видобувної установки родовища Марлін-Сул виконало інше судно тієї ж компанії Seven Oceans).
Іншим завданням Seven Navica стали роботи в Північному морі на норвезькому газовому родовищі Вега, яке ввійшло в експлуатацію у 2009-му (взагалі, на обв'язці цього об'єкту задіяли з півдесятка суден компанії Subsea 7, як то трубоукладальні Seven Oceans та Seven Seas, глибоководне будівельне Seven Sisters та судно водолазної підтримки Toisa Perseus).
Наприкінці 2009-го судно розпочало прокладання другої черги австралійського трубопроводу Недебі – Казіно – Айона.
В 2010-му Seven Navica залучили до робіт у нідерландському секторі Північного моря, де було необхідно під'єднати нову сателітну платформу K5-CU до виробничої K5-P на газовому родовищі K5 (допоміжні роботи при цьому виконувало судно водолазної підтримки Rockwater 1).
В 2015-му Seven Navica провело роботи з облаштування 40 км ліній на родовищі важкої нафти Марінер (британський сектор Північного моря). Тут, зокрема, було необхідно прокласти два короткі (по 3 км) трубопроводи між виробничою платформою та плавучим сховищем для видачі нафти та отримання ділуента (розріджувача). Основна ж частина робіт припадала на спорудження трубопроводу для подачі газу із системи Vesterled на виробничу платформу, де він призначався для використання у паливних цілях.